# Juliane Hundert

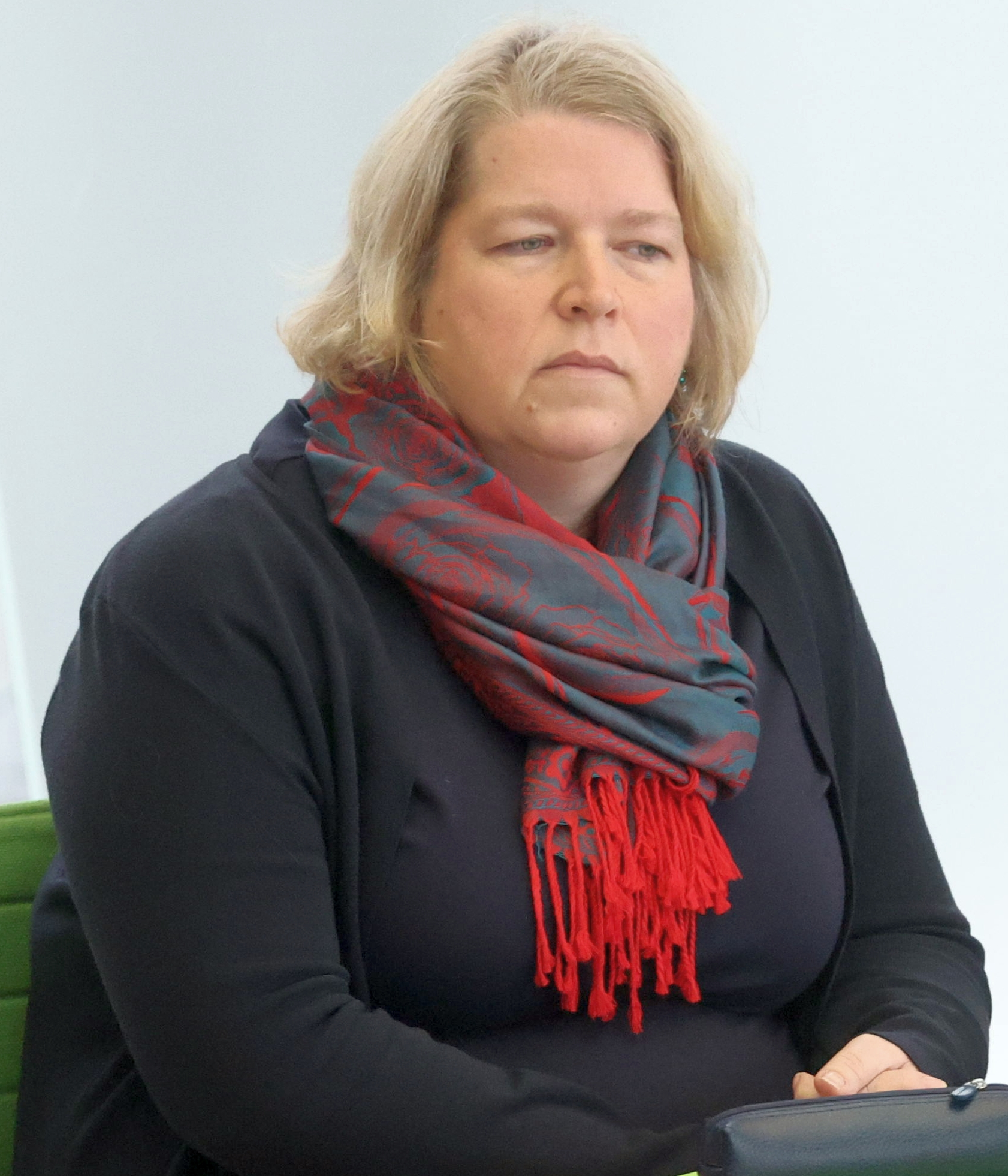
Juliane Hundert (2024)

Juliane Hundert (* 14. Januar 1977 in Erlabrunn) ist eine deutsche Juristin und seit dem 1. Januar 2022 Sächsische Datenschutzbeauftragte.

## Leben
Hundert legte im Juni 1995 ihr Abitur am Franziskaneum in Meißen ab. Von 1995 bis 2001 studierte sie Rechtswissenschaft an der Friedrich-Schiller-Universität Jena. Ihr anschließendes Referendariat in Dresden schloss sie 2003 mit dem 2. Juristischen Staatsexamen ab. Von 2003 bis 2004 war sie als angestellte Rechtsanwältin in Dresden, danach bis 2010 als Referentin beim Sächsischen Datenschutzbeauftragten tätig. 2009 promovierte Hundert zum Thema „Die Rückabwicklung des finanzierten Beitritts zu einer Publikumsgesellschaft“ an der Friedrich-Schiller-Universität. Nach einer kurzen anschließenden Tätigkeit im Sächsischen Staatsministerium für Soziales war Hundert seit Januar 2011 als Parlamentarische Beraterin bei der Fraktion Bündnis 90/Die Grünen des Sächsischen Landtags in den Fachbereichen Innenpolitik, Kommunales, Datenschutz und Justiziariat tätig; seit 2015 leitete sie das Fraktions-Justiziariat.
Hundert ist verheiratet und hat drei Kinder.

## Sächsische Datenschutzbeauftragte
Hundert wurde am 21. Dezember 2021 mit großer Mehrheit vom Sächsischen Landtag zur Sächsischen Datenschutzbeauftragten gewählt. Sie folgt damit auf Andreas Schurig.

## Werke
- Die Rückabwicklung des Beitritts zu einer Publikumsgesellschaft: Die Anwendung der §§ 358, 359 BGB bei kreditfinanziertem Beitritt, Saarbrücker Verlag für Rechtswissenschaften, 2010, ISBN 978-3861940647